# Lotte Meldgaard Pedersen
Lotte Meldgaard Pedersen (født 13. oktober 1972 i Esbjerg) er en dansk idrætskvinde, der deltog i sommer-OL 2012 for Danmark, hvor hun stillede op i matchrace sammen med Susanne Boidin og Tina Schmidt Gramkov. De tre sejlere endte på en tiendeplads.
Meldgaard, Boidin og Gramkov sikrede Danmark en plads i det tolv både store felt ved OL, da de ved kvalifikationsstævnet ud for Miami besejrede en båd fra Argentina 3-2. Senere sikrede de tre sejlere sig endegyldigt billetten til OL, da de i en intern dansk match besejrede Trine Abrahamsen og hendes besætning i slutningen af februar 2012.
Sejladserne ved OL 2012 ud for Weymouth blev noget skuffende for de tre kvinder, idet det ikke lykkedes dem at kvalificere sig til kvartfinalerne med blot tre sejre i alle mod alle-sejladserne i indledende runde. Sejrene kom mod Holland, Sverige og Portugal.